# NGC 4432
NGC 4432 este o galaxie spirală situată în constelația Fecioara. A fost descoperită în 22 martie 1865 de către Albert Marth. Se află la o distanță de 72,78 de megaparseci de Pământ.